# Henrik af Letland
Henrik af Letland (latin: Henricus de Lettis) (ca. 1188 – 1259) var  en tysk præst, missionær og historiker, der berettede om de nordlige korstog og om hedningene i nord. Et af de mest kendte værker om de nordlige korstog er skrevet af Henrik af Letland. Værket går under navnet Livlandskrøniken. Henrik af Letland fremstår som en af de store forfattere på linje med Saxo, når der tales om primære kilder i henhold til østersøkorstogene.

## Liv og karriere
Henrik blev født i Magdeburg omkring 1188, og han blev gennem sin tidlige ungdom opdraget i en katolsk tro. De tidlige år af Henriks liv gik med at forberede sig til at blive missionær.
Ud fra historiske kilder vurderer historikere, at Henrik i 1205 drog til Riga, hvor han blev optaget i hoffet ved Albert af Riga. Henrik af Letland blev i 1208 salvet som præst og færdiggjorde da sin uddannelse. I 20 år efter sin salvning fungerede han som præst for korsfarerne og døbte nyomvendte litauere og estere og gav dem oplæring i den kristne tro, før han vendte tilbage til Magdeburg og indtrådte i embedet som sognepræst.

### Livlandskrøniken
Henriks Livlandske krønike, skrevet i 1224-1226, er et af korstogshistoriens store litterære værker og en uvurderlig kilde til viden om østersøkorstogene. Missionsmarken var Herrens vingård, og de skrøbelige nye troens planter skulle vandes med tårer og med blod for at slå rod og vokse. Det dragende og mystiske sprog vender tanken mod himlen og giver klangbund for Henriks kontante og begejstrede skildringer af krigens detaljer og grusomheder. Øjenvidneskildringer af korstogene blev en speciel genre i middelalderen, og Henrik blev en af de ypperste repræsentanter for denne genre. Henrik skriver, at da Valdemar Sejr blev kronet til konge af Danmark første juledag 1202, begyndte han straks at planlægge korstog. Det var nødvendigt, fordi hedningerne på Øsel ud for Estlandskysten havde angrebet danske besiddelser i Blekinge og havde plyndret på Gotland på deres vej tilbage.

#### Henrik om Danskerne
Henrik af Livland (Letland) skildrer danskerne i deres adfærd som barbariske og grådige. Han beskriver, hvordan den danske kristning af esterne hurtigt blev til en høst. Denne konvertering bliver beskrevet som forhastet og ukorrekt. Det bliver gjort på denne måde for at få så meget land som muligt, så den danske konge kan sidde på så meget jord som overhovedet muligt. Denne grådighed er drivkraften bag danskernes handlinger i Estland. Konverteringen bliver skildret som en konkurrence om, hvem der kan døbe flest mellem danskerne og Sværdbroderordenen.
Han går videre til at beskrive, hvordan danskerne brugte nogle esterne til at statuere et eksempel overfor andre estere, så de ikke skulle tage imod Sværdbroderordenens dåb.
I kampen om områder bliver danskerne beskrevet som meget grådige, hvortil esterne bliver beskrevet som medløbere, der, hvis de blev truet, vil gøre alt, hvad den truende siger. Han tilføjer dog, at esterne er meget forræderiske, og at man ikke skal tro på det, de siger. I forbindelse med Sværdbrødrenes konvertering af esterne skriver han: "After they had celebrated the holy mysteries of baptism in Lovecote".[kilde mangler] I citatet fremgår det, at esterne jubler efter at de er blevet døbt af Sværdbrødreordenen, og at de ser det som en befrielse at være blevet kristne. Sværdbroderordenen får derfor en indirekte titel som frihedskæmpere for den kristne tro, der befrier det estiske folk fra hedenskabet, hvorimod danskerne får rollen som 'de sorte får' i korsfarerflokken.
Danskernes og esternes forhold til hinanden bliver beskrevet kort i krøniken. 
"The Danes imposed on the rest of the people a tribute double or triple that which they had previously been accustomed to give an they took many heavy reparations from them. For this reason the Esthonians began to entertain a greater hatred of the Danes and they were always looking for deceitful designs and base strategems against them to see if somehow they could drive them out of their territories."
Dette viser, at Henrik så spliden mellem danskerne og esterne som dybtgående. At danskerne igennem urimelige krav gjorde livet til en at plage for de nykristne. Dermed fik de sig en unødig fjende i lokalbefolkningen. Det viser, hvor forhadt de danske erobrere blev set af den estiske befolkning, idet danskerne, i Henriks tolkning, trækker denne ekstra beskatning ned over den lokale befolkning. Konsekvenserne heraf var, at danskerne skaber unødig splid mellem dem og esterne.
Sammenfattet kan man sige, at Henrik mente, at de danske korsfareres syn på esterne var præget af en grådig indstilling med for ham tvivlsomme metoder præget af hast. Danskerne var hårdhændede, rejste urimelige krav og skatter og viste "ukristen" adfærd overfor hedningene.